# مصطفى الخضري
مصطفى الخضري (مواليد 1933)، هو ممثل مصري بدأ مشواره الفني في السبعينيات وأدى العديد من الأدوار الثانوية في السهرات والأفلام والمسلسلات التلفزيونية، كما عمل في عدد قليل من الأفلام السينمائية وأدى دور اليهودي والجاسوس ورجل الأعمال والطبيب.

## من أعماله

### مسلسلات
| - الحكر:2014 - النار والطين:2012 - حاسبوا منه:2007 - العزبة:2006 - حدث في الهرم:2004 - إمام الدعاة:2003 - رياح الماضي:2003 - آخر الخط:2003 - اختطاف:2003 - رجل على الحافة:2002 - منشية البكري:2001 - ليه يا دنيا ليه:2001 - بنات أفكاري:2001 - إحنا نروح القسم:2001 - قطة في سوق السمك:2000 - ابن ماجة القزويني:2000-الطبيب - قط وفار فايف ستار:2000 - أحلام سليمان:1999 - وبعد الظلام تشرق الشمس:1999 - لعبة الحياة:1998-صلاح | - المفتاح الضائع:1998 - شيء من الخوف:1998 - بريق منتصف الليل:1998 - أحلام وردية:1998 - كلام في كلام:1998 - طريق السراب:1997 - القضاء في الإسلام (ج7):1997 - عندما تتحرك الجبال:1996 - أنا وزوجتي والنصاب:1996 - إمراة مختلفة (صواريخ حريمي):1996 - الوتد:1996 - حكايات مستر أيوب ومسز عنايات:1996 - الزيني بركات:1995-جمال الدين أبو الأفكار - أولاد الأصول:1995 - صباح الورد:1995 - أقوى من الطوفان:1995 - المهر:1994 - لا:1994 - لعبة كل بيت:1994 - ليالي الغضب:1993 | - أبرياء في المصيدة:1993 - رأفت الهجان (ج1->3):1988، 1990، 1992-جدعون شبتا - ثمن الحب:1990-دكتور عدلي - مخلوق اسمه المرأة:1990 - أيام الحب والغضب:1990 - طيور الزمن الجريح:1989 - طارق من السماء:1989 - اللي معاه قرش:1988 - تزوج وابتسم للحياة:1988 - الزنكلوني:1987 - رحلة في نفوس البشر:1987-محمود - أحلام اليقظة:1987 - اللاعب والدمية:1986 - الخديعة:1986 - ألف ليلة وليلة: وردشان وماندو:1986 - أزواج لكن غرباء:1986 - عطشان يا صبايا:1986 - المكتوب على الجبين:1986 - حكايات هو وهي:1985-عزيز - علي الزيبق:1985 | - إمرأة مختلفة:1984 - حتى لا يختنق الحب:1983-رفعت - الحوت:1983 - أديب:1982 - دموع في عيون وقحة:1980-الأستاذ - العملاق:1979-مصطفى النحاس باشا - إني خائفة:1978-علوي - الغربة:1977-سيد أفندي - الهاربان:1976 - بعد العاصفة - المتسلقون - الرحلة - محامي كعب داير - يوميات مدينة على النيل - لو يعود الزمان:-فكري عبد الواحد - بنات الثانوية - شهادة ميلاد - وأشرق الاسلام بالحب - رحلة المعرفة - شرخ في جدار الحب:-الدكتور |

| - نص دسته مجانين:1991-دكتور محمود صلاح مدير مستشفى العباسية - عصر القوة:1991-راشد - النصاب والكلب:1990 - شبكة الموت:1990 - المجنون:1988 - امرأة للأسف:1988-مدحت ضيف الفيلم - ريـال فضة:1985 - الزائر الغريب:1975 | \| - الرنين والصدى:2005 - بالشفاء إن شاء الله:2002 - وتمضي الأحزان:1995 - صعود بلا نهاية:1985-مدير البنك - القتل بالمراسلة - وتقبلي حبي واعتذاري - عيد ميلاد سعيد \| - رحلة الخوف والحنان - همس الكناريا - عيد ميلاد بعد الستين - يوميات امرأة عاملة - الزوايا - موعد في الإنعاش - وتبقى الحقيقة \| - حياتها الرائعة - نداء عاجل - شقة وألف ساكن - سر المهنة - الحرمان - الحب كما أعرفه - حكاية عزمي بيه \| | |
| - الرنين والصدى:2005 - بالشفاء إن شاء الله:2002 - وتمضي الأحزان:1995 - صعود بلا نهاية:1985-مدير البنك - القتل بالمراسلة - وتقبلي حبي واعتذاري - عيد ميلاد سعيد                                                   | - رحلة الخوف والحنان - همس الكناريا - عيد ميلاد بعد الستين - يوميات امرأة عاملة - الزوايا - موعد في الإنعاش - وتبقى الحقيقة | - حياتها الرائعة - نداء عاجل - شقة وألف ساكن - سر المهنة - الحرمان - الحب كما أعرفه - حكاية عزمي بيه |